# Овсянникова, Анастасия Анатольевна
Анастаси́я Анатольевна Овся́нникова (род. 20 октября 1988 года, Стерлитамак, Автономная Башкирская Советская Республика, СССР) — российская легкоатлетка, чемпионка Паралимпийских игр, мира и Европы. Заслуженный мастер спорта России.

## Награды
- Орден Дружбы (10 сентября 2012 года) — за большой вклад в развитие физической культуры и спорта, высокие спортивные достижения на XIV Паралимпийских летних играх 2012 года в городе Лондоне (Великобритания)[1].
- Заслуженный мастер спорта России.